# Дезоријентација
Дезоријентација је термин којим се означава поремећеност и неадекватно функционисање свести, која као општи феномен има утицај и на све остале психичке функције.
Етиологија дезорјентисаности личности је у ендогеним и егзогеним интоксикацијама.
У клиничкој пракси се разликују:
- Алопсихичке дезоријентације: особа не препознаје друге људе, личности у окружење у коме се налази.

- Аутопсихичке дезоријентације: особа не препознаје себе и није у стању да да податке о себи.

- Спацијална дезоријентације: појединац није у стању да спозна простор у коме се налази.

- Темпорална дезоријентације: се односи на немогуђност пацијента да увиђа време у коме се налази.[1][2]